# Herlinde Beutlhauser
Herlinde Beutlhauser, verheiratete Luschan, (* 23. November 1936 in Salzburg) ist eine ehemalige österreichische Skirennläuferin. Sie erzielte von 1956 bis 1960 mehrere Spitzenplätze bei internationalen Rennen und österreichischen Meisterschaften und nahm an den Olympischen Winterspielen 1960 teil.

## Biografie
Beutlhauser kam 1950 zum Wintersportverein ihres Heimatortes St. Gilgen und wurde einige Jahre später in den Kader des Österreichischen Skiverbandes aufgenommen. Die ersten internationalen Erfolge gelangen ihr im Winter 1955/56: Sie gewann den Slalom auf der Jahorina und wurde Dritte im dortigen Riesenslalom. Ebenfalls Dritte wurde sie im Slalom von Lenzerheide, wo sie auch Siebente in der Abfahrt und Fünfte in der Kombination wurde. In der Saison 1956/57 gelangen Beutlhauser ihre besten Resultate in St. Moritz: In der ersten Abfahrt sowie im Slalom belegte sie Rang acht, womit sie in der Kombination Siebente wurde, und in der zweiten Abfahrt erreichte sie den zweiten Platz. Einen Podestplatz erreichte sie auch in der Saison 1957/58, als sie Zweite in der Abfahrt von Grabs wurde. Die Qualifikation für die Heimweltmeisterschaften 1958 in Bad Gastein gelang ihr aber nicht. Ende Februar 1958 wurde sie Österreichische Vizemeisterin in der Abfahrt.
Im Winter 1958/59 gelang Beutlhauser mit mehreren Spitzenplätzen die Aufnahme in die österreichische Nationalmannschaft. In Saint-Gervais-les-Bains gewann sie den Slalom, wurde Dritte in der Abfahrt und Zweite in der Kombination. Ebenfalls Zweite wurde sie im Slalom am Puerto de Navacerrada. In der Saison 1959/60 blieb sie zunächst ohne Podestplatz, kam aber trotzdem ins Team für die Olympischen Winterspiele 1960 in Squaw Valley, wo sie in der Abfahrt zum Einsatz kam, aber schon nach kurzer Fahrtstrecke ausfiel. Ihre besten Saisonergebnisse gelangen ihr erst Anfang April bei den Arlberg-Kandahar-Rennen in Sestriere, wo sie jeweils Vierte in der Abfahrt und im Slalom und damit Dritte in der Kombination wurde. Trotzdem entschied sie nach diesem Winter ihre Karriere zu beenden.
Herlinde Beutlhauser heiratete Peter Luschan, der bei den Segelwettkämpfen der Olympischen Sommerspiele 1972 zusammen mit Manfred Stelzl im Starboot den elften Platz belegte. Ihr Sohn Michael Luschan wurde wie sein Vater ebenfalls Segler und belegte zusammen mit Stefan Lindner und Georg Stadler bei den Olympischen Sommerspielen 1992 den 19. Platz im Soling.

## Erfolge

### FIS-Rennen
- Zwei Siege (Slaloms auf der Jahorina 1955/56 und in Saint-Gervais-les-Bains 1958/59)
- Vier zweite Plätze
- Vier dritte Plätze

### Österreichische Meisterschaften
- Zweiter Platz in der Abfahrt 1958
- Dritter Platz in der Abfahrt 1959